# Luis Gonzalo González
Luis Gonzalo González González (Jerez de la Frontera, 1947 - Cádiz, 26 de julio de 2022) fue un pintor, docente y diseñador industrial español. Su obra se caracteriza por el uso del color, el brillo y una mirada personal, siendo una figura destacada del panorama artístico andaluz contemporáneo. Fue también catedrático de Dibujo, director de la Escuela de Arte de Cádiz y colaborador de la Universidad de Cádiz.

## Biografía
Nacido en el barrio de La Plata de Jerez de la Frontera, fue hijo de Luis González Moreno. Estudió en el colegio La Salle, donde recibió sus primeras enseñanzas de dibujo con el profesor Fernández Lira. Posteriormente, se formó en la Escuela de Artes y Oficios de Jerez.
Cursó estudios de Magisterio y se licenció en Bellas Artes por la Universidad de Sevilla, donde fue discípulo de Amalio García del Moral, quien dirigió su tesis sobre Paul Klee. Ampliaría su formación en Roma y Florencia, influido por el Renacimiento italiano y la Bauhaus. 

## Trayectoria docente y académica
Fue catedrático de Dibujo en Educación Secundaria y dirigió la Escuela de Arte de Cádiz entre 2003 y 2012, donde promovió el bachillerato artístico y trasladó el centro a la actual Casa de las Artes. 
Colaboró con la Universidad de Cádiz, en especial con la Escuela Superior de Ingeniería (Universidad de Cádiz), participando en la creación del grado de Ingeniería en Diseño Industrial. Tras su jubilación en 2014, fue nombrado profesor honorario. En 2012 defendió una segunda tesis doctoral en la Facultad de Medicina como homenaje a su padre. 

## Obra artística
Su obra se distingue por el uso expresivo del color y una estética propia. Experimentó con técnicas mixtas, como la incorporación de tejidos y pigmentos sobre soporte cerámico, destacando los murales que realizó en la Escuela de Ingeniería de Cádiz, en el Hospital Real de la Facultad de Medicina y en la Parroquia de la Inmaculada de Jerez.
Fue autor del cartel de la Semana Santa en Jerez en 2003 y del rostro de Cristo en el paño de la Verónica de la Hermandad de la Candelaria de Jerez. Expuso en los Museos de Bellas Artes de Sevilla y Cádiz, y celebró retrospectivas en Jerez, Sevilla y en el Castillo de Santa Catalina de Cádiz.
En Jerez de la Frontera, dejó una importante huella artística en la Parroquia de la Inmaculada, ubicada en el barrio de Torresoto, donde pueden contemplarse murales y pinturas de su autoría que enriquecen el patrimonio artístico religioso de la ciudad. 
Además de la pintura, cultivó la poesía y el diseño industrial, obteniendo dos patentes. En 2008 publicó el libro Arquitectura entre muros y papel, donde recogió aspectos esenciales de su vida y obra.

## Reconocimientos
Fue miembro de la Real Academia de San Dionisio (Jerez), de las Academias de Bellas Artes de Cádiz y de Sevilla, y de la Academia de Artes de Vinzaglio (Italia). También perteneció al Ateneo Literario, Artístico y Científico de Cádiz y fue académico correspondiente de la Real Academia Hispano Americana de Ciencias, Artes y Letras.  
En 2015 fue nombrado Hijo Adoptivo de Cádiz, y en 2023, a título póstumo, Hijo Predilecto de Jerez de la Frontera. 
Legó más de 300 obras gráficas a la Universidad de Cádiz, actualmente expuestas en facultades y centros universitarios. Su familia proyecta la creación de un centro cultural y artístico en Cádiz que lleve su nombre.

## Fallecimiento
Falleció el 26 de julio de 2022 en la ciudad de Cádiz, a los 75 años.

## Publicaciones
- Cuentos para un tiempo: recorridos de un dibujo. Museo Castillo de Santa Catalina (Cádiz). Ayuntamiento de San Fernando, Fundación Municipal de Cultura, 2010. ISBN 978-84-87963-10-0

- Desde el portal 12, -- 1951/2009. Instituto de Cultura de Jerez. Ayuntamiento de Jerez de la Frontera, Servicio de Publicaciones, 2009. ISBN 978-84-96838-30-7

- Arquitectura entre muros y papel. Cádiz: Edición del autor (Luis Gonzalo González), 2008. ISBN 978-84-691-2622-6

- Laboratorio textil: investigaciones dentro de la industria textil. Cádiz: Edición del autor, 2003. ISBN 84-688-1615-9

- Diseño industrial. Cádiz: Edición del autor, 2003. ISBN 84-688-1614-0

- Estilismo de indumentaria en la ingeniería textil: proyecto y futuro de una nueva industria textil en la Bahía de Cádiz desde la investigación. Universidad de Cádiz, 2003. ISBN 84-688-1613-2

- Tapiz: expresión gráfica en la ingeniería. Cádiz: Facultad de Ciencias, Universidad de Cádiz, 2001. ISBN 84-7786-647-3

- Anatomía humana desde la plástica en el trazado de la línea: movimiento y construcción. Tesis doctoral dirigida por Felicidad Rodríguez Sánchez. Universidad de Cádiz, Facultad de Medicina, 2012. [Tesis inédita]